# 马蹄湾镇
马蹄湾镇，是中华人民共和国陕西省汉中市略阳县下辖的一个乡镇级行政单位。

## 行政区划
马蹄湾镇下辖以下地区：
马蹄湾村、史家庄村、大石硖村、付家山村和禅觉寺村。